# 安德烈·雷巴科夫
安德烈·雷巴科夫（1982年3月4日—），生于莫吉廖夫，是一名白俄罗斯举重运动员。曾获得2004年雅典奥林匹克运动会男子85公斤级项目银牌。